# Aniano de Orleães
Aniano (em latim: Anianus; em francês: Aignan ou Agnan; Vienne (Isère), 358 — 453), bispo de Orleães, França, assistiu o general romano Flávio Aécio na defesa da cidade contra Átila em 451. Foi canonizado, conhecido como Santo Aniano. Seu restos mortais estão sepultados em Saint-Aignan d'Orléans.